# 中田儀直
中田 儀直（なかた ぎちょく、1889年12月8日 - 1975年6月10日）は、日本の政治家。衆議院議員（2期）。

## 経歴
秋田県出身。1910年、秋田県立大館中学校（現・秋田県立大館鳳鳴高等学校）卒。陸軍に入り、歩兵中尉に進む。その後、大館町議、秋田県議、大館町長、内閣東北局委員、帝国在郷軍人会本部評議員、同秋田支部評議員会議長、北秋田郡連合青年団長、(株)大館製作所取締役社長、北鹿新聞社、東北酒造各(株)取締役、秋田鉄工業組合長となる。
1936年の第19回衆議院議員総選挙で秋田1区（当時）から立憲政友会公認で立候補して初当選。次点の候補者（石川定辰）と1票差だった。そのため、選挙結果が争われ、石川が当選者と認められ、中田は当選無効となり失職する。翌1937年の第20回衆議院議員総選挙で当選。1942年の第21回衆議院議員総選挙では翼賛政治体制協議会の推薦を受けたが落選した。終戦後、公職追放となった。1951年追放解除。1975年死去。